# ホセ・アルフレド・ロドリゲス
ホセ・アルフレド・ロドリゲス（Jose Alfredo Rodriguez、1989年9月26日 - ）は、メキシコのプロボクサー。元WBA世界ライトフライ級暫定王者。

## 来歴
2010年2月7日、神戸市のワールド記念ホールで中澤翔と50kg契約8回戦を行い、8回2-1の判定勝ちを収めた。
2011年11月19日、マサトランでネスラ・サシプラパ（タイ）とWBA世界ライトフライ級暫定王座決定戦を行い、12回2-1（114-112、113-111、111-113）の判定勝ちを収め、王座獲得に成功した。
2012年4月14日、リマのコリセオ・エデュアルド・ディボスでWBA世界ライトフライ級13位のアルベルト・ロッセルと対戦し、プロ初黒星となる12回0-3（110-118、113-115、112-116）の判定負けを喫し初防衛に失敗、王座から陥落した。
2012年12月31日、大阪府立体育会館で井岡一翔とWBA世界ライトフライ級王座決定戦を行い、6回2分50秒TKO負けを喫し正規戴冠による王座返り咲きに失敗した。
2013年11月30日、ケソンのアラネタ・コロシアムでミラン・メリンドとWBOインターナショナルフライ級王座決定戦を行い、12回0-3（110-118、109-118、109-119）の判定負けを喫し王座獲得に失敗した。
2016年12月10日、バージニア州スプリングフィールドでエドウィン・ロドリゲスとUBF全米スーパーフライ級王座決定戦を行い、8回2-1の判定勝ちを収め王座獲得に成功した。
2017年1月29日、マカオでIBF世界スーパーフライ級王者のヘルウィン・アンカハスと対戦し、ロドリゲスが7回終了時に棄権し規定によるTKO負けを喫し2階級制覇に失敗した。

## 獲得タイトル
- WBCインターコンチネンタルライトフライ級ユース王座
- WBC世界ライトフライ級暫定ユース王座
- WBA世界ライトフライ級暫定王座（防衛0）
- UBF全米スーパーフライ級王座